# 玛利克瓦特古城
玛利克瓦特古城，又称玛利喀瓦特古城、买力克阿瓦提遗址、买力克阿瓦提故城等，位于中华人民共和国新疆维吾尔自治区和田地区和田县城南25公里的玉龙喀什河西岸的一处古城遗址。相传为汉代于阗国都城西城遗址，考古发掘表明该遗址时代上限在汉或汉以前，毁弃于南北朝时期。

## 保护
1957年1月4日，玛利克瓦特古城被公布为第一批新疆维吾尔自治区文物保护单位。